# Expressionisme musical

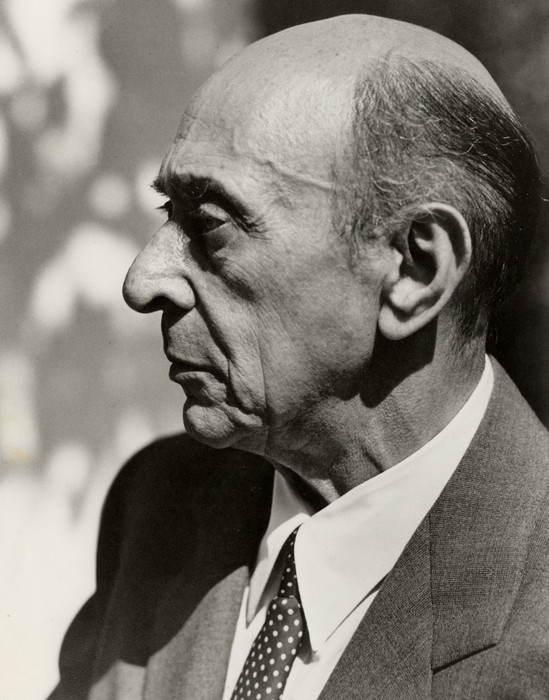
Arnold Schönberg, figura clau del moviment expressionista.

L'expressionisme és un moviment artístico-literari desenvolupat a Alemanya i en l’àmbit centreeuropeu entre el 1905 i el 1933. L'expressionisme musical, és la manifestació en la música d'aquest moviment renovador, en l’obra d'Arnold Schönberg —qui també pintava—, d'Alban Berg i d'Anton Webern. Aquests darrers, vinculats al grup Der blaue Reiter.

El terme "probablement es va aplicar per primera vegada a la música de Schoenberg el 1918, perquè com el pintor Vassily Kandinsky (1866–1944) va evitar les "formes tradicionals de bellesa" per transmetre sentiments poderosos en la seva música. Theodor Adorno interpreta el moviment expressionista de la música com la recerca d'eliminar tots els elements convencionals de la música tradicional, tot allò formulat rígidament". Això ho veu anàleg "a l'ideal literari d'un crit". Així mateix, Adorno considera que la música expressionista busca "la veracitat del sentiment subjectiu sense il·lusions, disfresses o eufemismes". També la descriu com a preocupada per l'inconscient, i afirma que "la representació de la por es troba al centre" de la música expressionista, predominant la dissonància, de manera que "l'element harmònic i afirmatiu de l'art és desterrat". La música expressionista "rebutjaria, per tant, les qualitats pictòriques i sensuals que s'havien associat amb la música impressionista. En lloc d'això, s'esforçaria per adonar-se de la seva pròpia naturalesa purament musical, en part ignorant les convencions compositives que posaven restriccions "externes" a l'expressió de " visions interiors".
La música expressionista sovint presenta un alt nivell de dissonància, contrastos extrems de dinàmiques, canvis constants de textures, melodies i harmonies "distorsionades" i melodies angulars amb grans salts.
Hi ha tres tipus d'expressionisme musical: tonal, atonal i serial.

## Principals figures
Les tres figures centrals de l'expressionisme musical són Arnold Schoenberg (1874–1951) i els seus alumnes, Anton Webern (1883–1945) i Alban Berg (1885–1935), l'anomenada Segona Escola de Viena. Altres compositors que s'han associat a l'expressionisme són Ernst Krenek (1900–1991) (la Segona Simfonia, 1922), Paul Hindemith (1895–1963) (Die junge Magd' ', Op. 23b, 1922, ambientant sis poemes de Georg Trakl), Igor Stravinsky (1882–1971) (Tres lletres japoneses, 1913), Alexander Scriabin (1872–1915) (sonates per a piano tardanes).
Un altre expressionista significatiu va ser Béla Bartók (1881–1945) en obres primerenques, escrites a la segona dècada del s. XX, com ara El castell de Barbablava (1911), El príncep de fusta (1917), i El mandarí meravellós (1919). Alguns compositors nord-americans es van afegir amb un entusiàstic "impuls per a aquesta intensificació de l'expressió". Entre els que estaven actius en el mateix període que les composicions àtones lliures expressionistes de Schoenberg (entre 1908 i 1921) s'inclouen Carl Ruggles, Dane Rudhyar i, "fins a cert punt", Charles Ives, amb la cançó "Walt Whitman" com un exemple especialment clar. Precursors importants de l'expressionisme són Richard Wagner (1813–1883), Gustav Mahler (1860–1911), i Richard Strauss (1864–1949). Compositors posteriors, com ara Peter Maxwell Davies (1934–2016), "de vegades s'han vist com una perpetuació de l'expressionisme de Schoenberg, Berg i Webern", i Heinz Holliger (n. 1939) el tret més distintiu "és una evocació intensament compromesa de... l'expressionisme essencialment líric que es troba a Schoenberg, Berg i, especialment, a Webern".

### Arnold Schoenberg
L'expressionisme musical està estretament relacionat amb la música que Arnold Schoenberg va compondre entre 1908 i 1921, que és el seu període de composició "àtona lliure", abans que ideés la tècnica del dodecafonisme. Sovint també s'inclouen composicions del mateix període amb trets similars, en particular obres dels seus alumnes Alban Berg i Anton Webern, considerats sota aquesta rúbrica; el terme també ha estat utilitzat de manera pejorativa pels periodistes musicals per descriure qualsevol música en què els intents d'expressió personals del compositor superen la coherència o simplement s'utilitzen en oposició a les formes i pràctiques tradicionals. Per tant, es pot dir que comença amb el segon quartet de corda de Schoenberg (escrit entre 1907 i 1908) en el qual cadascun dels quatre moviments es torna progressivament menys tonal. El tercer moviment és sens dubte àton i la introducció al moviment final és molt cromàtica, no té centre tonal, i compta amb una soprano cantant "Ich fühle Luft von anderem Planeten" ("Sento l'aire d'un altre planeta"), extreta de un poema de Stefan George. Això pot ser representatiu de l'entrada de Schoenberg al "nou món" de l'atonalitat.
El 1909, Schoenberg va compondre el "monodrama" d'un acte Erwartung (L'expectació). L'autora del llibret, Marie Pappenheim, era una estudiant de medicina recentment graduada i familiaritzada amb el desenvolupament de les teoria psicoanalítica de Freud, com el mateix Schoenberg.